# 天鸽座
天鴿座是16世紀後期才被官方認定和使用的一個小星座，直到20世紀才確定它的邊界。它的英文名字源自拉丁文的"dove"，意思就是鴿子。它在天球上的面積僅占南半球的1.31%，位於大犬座和天兔座的南邊。

## 历史
这个小星座像一只鸽子，天文学家普朗修斯给它取了现在的名字。尽管这个星座位于南天，在北半球中纬度地区，1月和2月在天刚黑的时刻，还是可以看见它的。

## 有趣的星
- 天鸽座μ星：这是著名的三颗速逃星之一，它在银河中以60英里／秒（100千米／秒）的速度移动，这种恒星看上去好像是数百万年前被猎户座星云的一次突然爆发（很可能是超新星爆发）发射出去的。另外两颗这种星是白羊座53和御夫座AE。它似乎照亮了弥散星云IC 405。

## 深空天体
- NGC 1851：这是一个压缩紧密的球狀星團，中间有一个明亮的核。

1. 1 2  . The Constellations (International Astronomical Union).   [27 February 2014]. （原始内容存档于5 June 2013）.